# Séléki
Séléki (ou Seleki) est un village du Sénégal situé en Basse-Casamance, à courte distance de la rive gauche de l'estuaire du fleuve Casamance. Il fait partie de la communauté rurale d'Enampore, dans l'arrondissement de Nyassia, le département de Ziguinchor et la région de Ziguinchor. La présence de quelques cases à impluvium, typiques de l'architecture diola, contribue grandement à sa notoriété.

## Histoire
Séléki est aussi le nom d'un ancien royaume et d'un groupe ethnique de la région qui constituait un foyer de résistance à la pénétration française. Plusieurs militaires français furent tués lors de la bataille de Séléki le 1er décembre 1886, notamment le lieutenant Truche.
Le 17 mai 1906, alors que Djignabo Badji, chef charismatique et responsable des fétiches (bëkin) à Séléki – donc réputé invulnérable –, dirigea l'assaut contre les troupes françaises conduites par le lieutenant Lauqué, il fut tué et entra alors dans la légende.
Le boukout, ou cérémonie rituelle d'initiation, eut lieu à Séléki en 1972.

## Géographie
Les localités les plus proches sont Etama, Enampore, Essyl et Batinière.
Le village est entouré d'une luxuriante végétation, notamment constituée de rôniers et de manguiers.

### Population
Lors du dernier recensement (2002), Selecky Bahimbane comptait 135 personnes et 19 ménages ; Selecky Bakene Eboha : 114 personnes et 16 ménages ; Selecky Bakene Kahindoa : 100 personnes et 14 ménages ; Selecky Diouloughene : 104 personnes et 15 ménages ; Selecky Diouloulou : 45 personnes et 6 ménages.
C'est l'un des quelques villages où l'on parle encore le bandial.

### Activités économiques
Le village vit principalement de la riziculture et s'ouvre un peu au tourisme de découverte.
Un dossier de candidature pour l'inscription de l'ensemble des cases à impluvium du royaume Bandial (architecture rurale de Basse-Casamance) sur la Liste du patrimoine mondial a été déposé auprès de l'UNESCO le 18 novembre 2005.

## Galerie

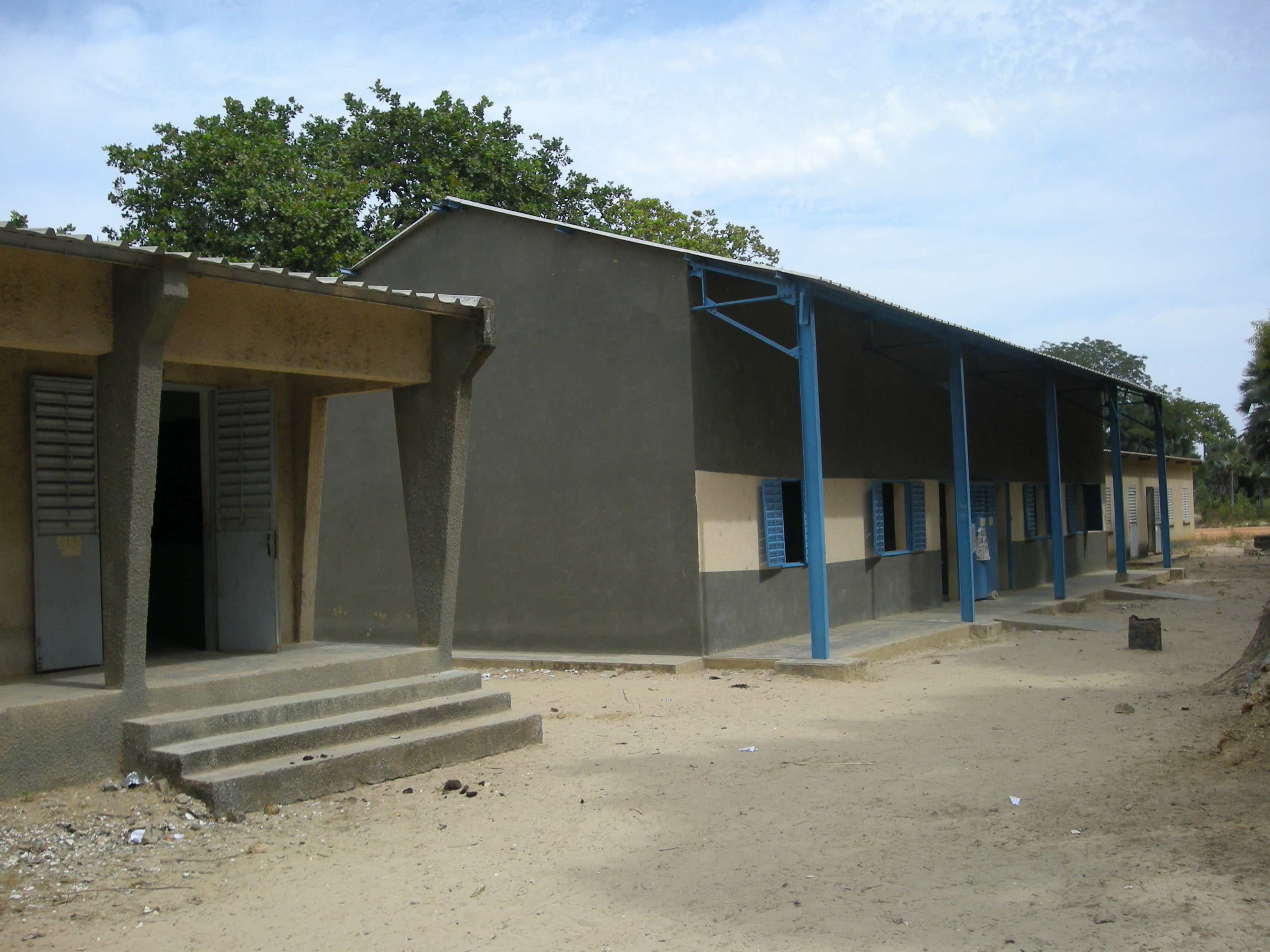
L'école primaire
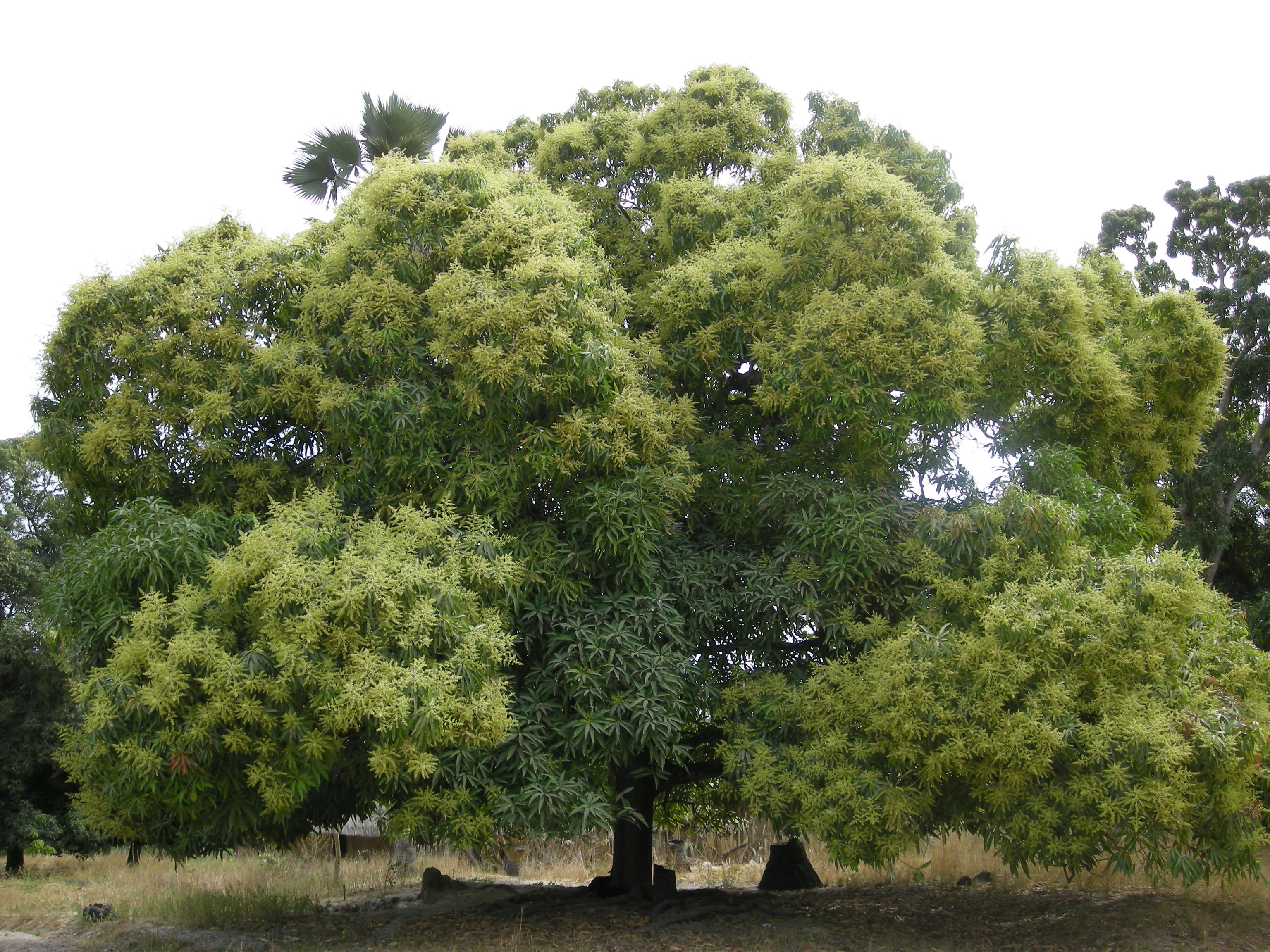
Un manguier
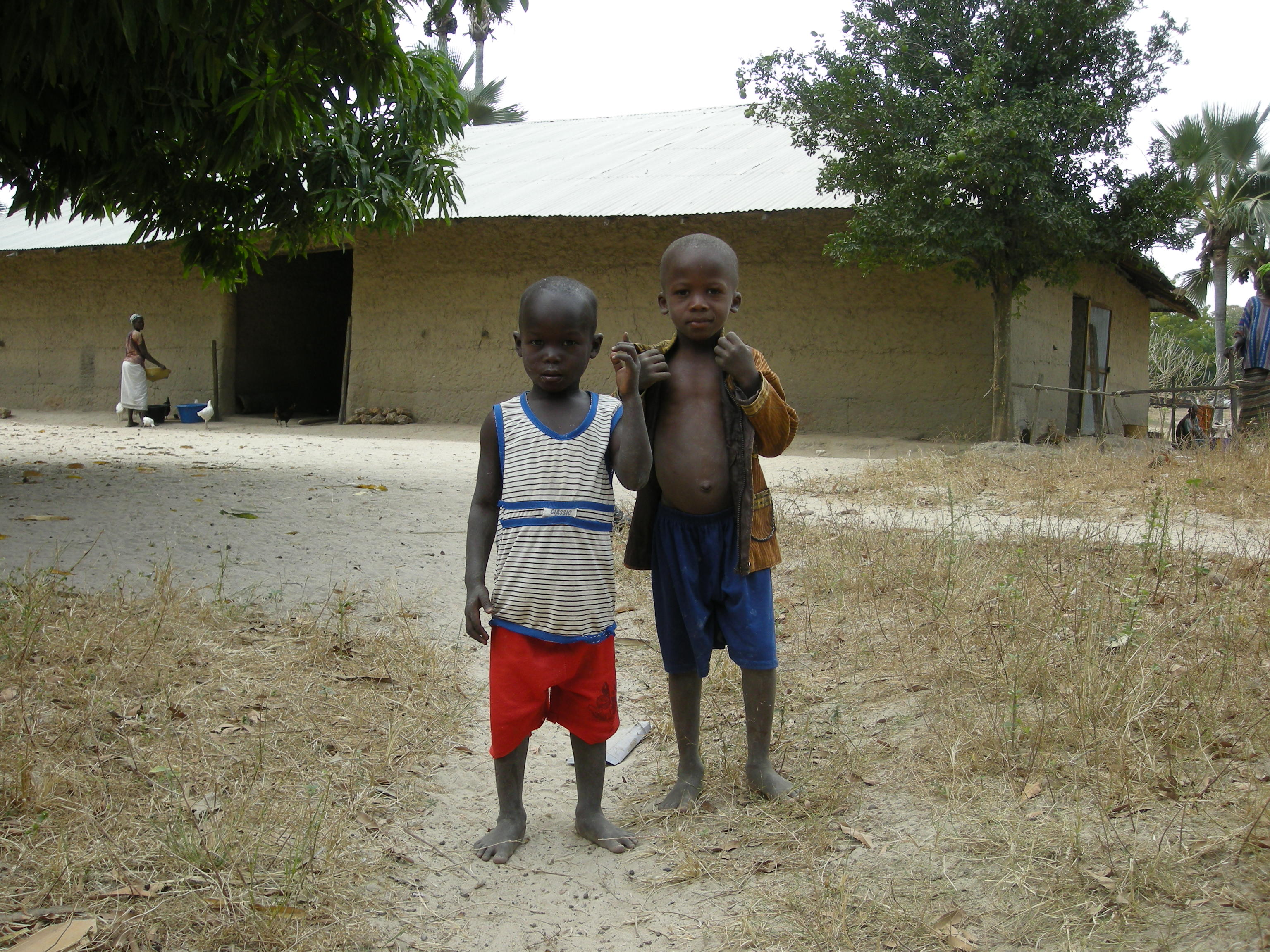
Enfants du village parlant le bandial
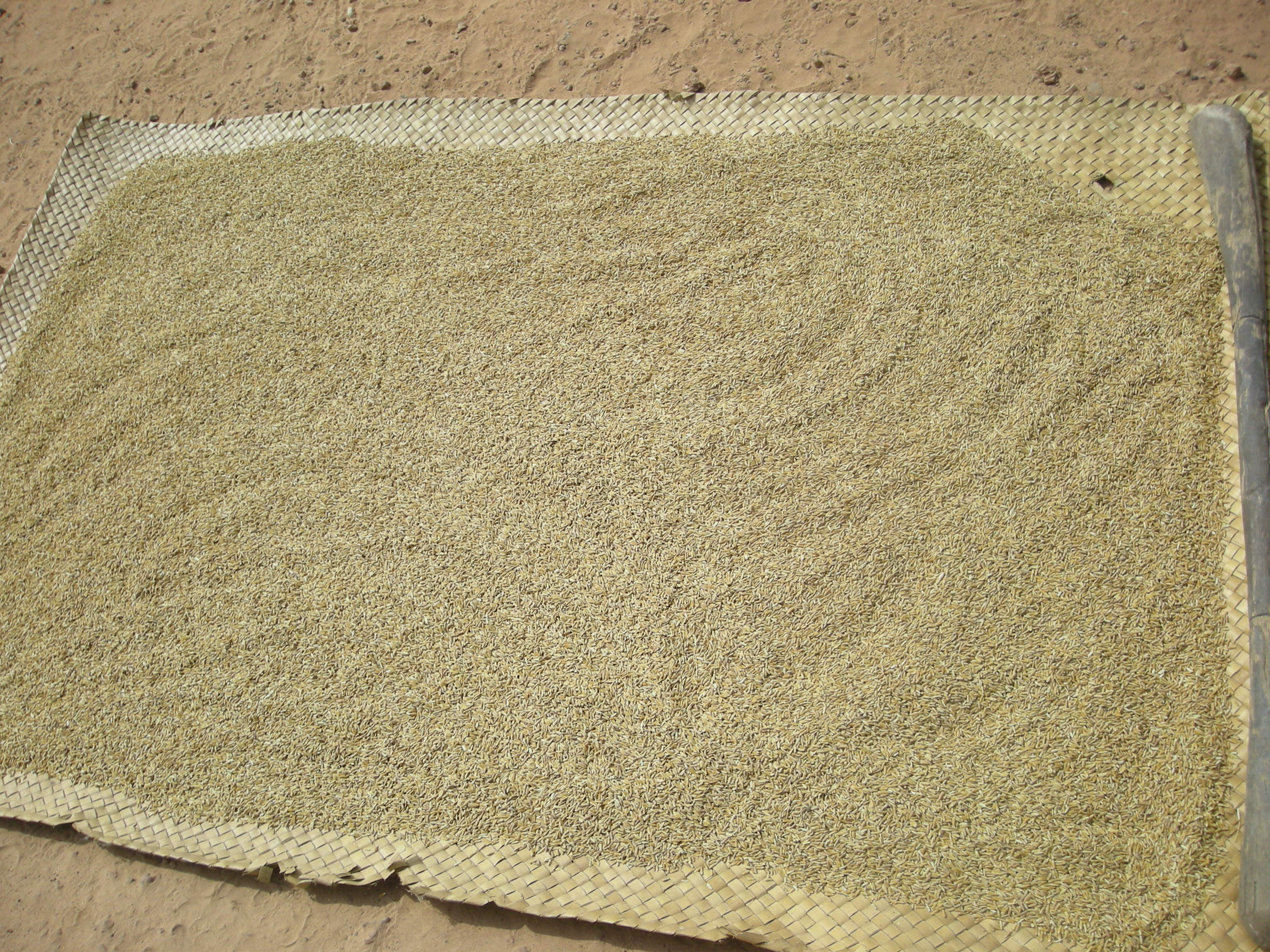
Séchage du riz